# Universidad del Museo Social Argentino
A Universidade do Museu Social da Argentina (em espanhol: Universidad del Museo Social Argentino, UMSA) é uma universidade privada da Argentina com sede na Cidade Autônoma de Buenos Aires.

## História
A Universidad del Museo Social Argentino  foi fundada em  5 de novembro de 1956 por iniciativa do Presidente do Museo Social Argentino, Guillermo Garbarini Islas, como universidad privada.

### Faculdades
- Faculdade de Ciências Jurídicas e Sociais
- Faculdade de Ciências Econômicas
- Faculdade de Artes
- Faculdade de Línguas Modernas
- Faculdade de Ciências Humanas[5]